# HMS M20
«М20» (англ. HMS M20) -  моніторм типу M15 Королівського флоту.

## Конструкція
Призначений для обстрілів берегових цілей, «М20» як основне озброєння отримав одну 9,2-дюймову гармату Mk X, зняту з крейсера типу "Едгар" HMS Gibraltar. Крім того, на моніторі встановили 76,2-мм гармату, а також 57-міліметрову зенітку. Корабель мав чотирициліндровий двигун Боліндера потужністю  640 кінських сил, який дозволяв розвивати швидкість до 11 вузлів. Екіпаж складався з 69 офіцерів і матросів.

## Будівництво
«М20» замовили у березні 1915 року. Корабель був закладений на верфі «Sir Raylton Dixon & Co. Ltd» в Говані у березні 1915 року. Корабель спущено на воду 11 травня 1915 року, а завершено в червні 1915 року. 

## Перша світова війна
«М20» служив у Середземномор'ї з серпня 1915 по грудень 1918 року. Переважно діяв у районі Салонік. Він не повернувся до Англії і був виключений зі складу флоту на Мальті. 

## Подальша доля
«М20» був проданий за 7500 фунтів 29 січня 1920 року для цивільної служби у якості нафтового танкера кампанії «Англо-Саксон Петролеум» і перейменований у «Lima» (чисельник «п'ять» малайською мовою). Корабель був утилізований 1968 року.